# Automotrice FNM E.740
Le elettromotrici E.740 delle Ferrovie Nord Milano sono una serie di elettromotrici costruite per il traino di treni vicinali. Costituiscono l'ultimo gradino dell'evoluzione delle elettromotrici di prima generazione, avviata nel 1928 con le E.700.

## Storia
In vista dell'estensione della trazione elettrica a tutta la propria rete, sancita dalla convenzione stipulata col Governo italiano il 30 aprile 1951, le Ferrovie Nord Milano provvidero a irrobustire il proprio parco mezzi.
Le prime 7 unità furono ricavate nel 1951 dalla trasformazione di rimorchi pilota serie E.800 costruiti nel 1928. Le vetture, dotate di cabina passante e dal disegno della cassa pressoché identico alle E.700-04÷10 (faceva eccezione la presenza di soli due vestiboli in luogo di tre, con porte "a libretto" comandate pneumaticamente), ricevettero un equipaggiamento elettrico analogo a quello montato sulle E.720.
A seguito della dismissione delle fragili e inefficienti E.750, nel 1953–54 furono commissionate alla Breda altre 9 unità, numerate da 08 a 16, che adottarono le stesse caratteristiche elettromeccaniche, ma una cassa di disegno più moderno configurata a vestiboli d'estremità, che consentivano di creare un unico ambiente viaggiatori. Nel 1957 la stessa Breda fornì ulteriori 8 unità (numerazione da 17 a 24), che mantennero la stessa cassa, allungata però di 600 mm al fine di ricavare cabine di guida più spaziose e prive di sportello frontale intercomunicante.
Inizialmente utilizzate in composizioni di due elementi (accoppiate alle semipilota E.800), dagli anni 1980 le E.740 vennero abbinate anche alle carrozze "svizzerette" Leichtstahlwagen comprate di seconda mano dalle Ferrovie Federali Svizzere, creando convogli bloccati da quattro casse (elettromotrice+2 carrozze+semipilota). 
Le automotrici E.740 vennero ritirate dal servizio definitivamente nel 2012: l'ultima corsa fu effettuata la sera del 24 novembre sulla linea di Novara con l'elettromotrice EB 740-18.
L'unica elettromotrice conservata in ordine di marcia, nell'ambito di un convoglio storico aziendale (composto anche da due Leichtstahlwagen e una semipilota E.800), è la EB 740-01, a cui è applicato lo schema di coloritura bianco-blu, che tuttavia il veicolo in questione vestì solo prima di essere convertito in elettromotrice da rimorchio pilota qual era.. 
Altre unità, tra cui la EB 740-18, sottoposta nel 2010 al ripristino della livrea SOCIMI bianco-gialla degli anni '80, sono state accantonate in vista di un eventuale recupero, divenuto sempre più incerto con il passare degli anni; la EB 740-02, in livrea regionale bianco-blu-verde, è monumentata dall'aprile 2018 presso il Museo delle industrie e del lavoro del Saronnese.

## Livree
Le E.740 entrarono in servizio in livrea castano, all'epoca comune a tutti i mezzi FNM. A partire dal maggio 1984 furono ricolorate nella vivace livrea detta "SOCIMI" bianco-nero-arancione, mutuata dalle SNCF, che le FNM avevano adottato a seguito dell'acquisizione delle carrozze "Due Piani" di modello francese. Infine negli anni 1990 assunsero la livrea "regionale" bianco-blu-verde.

## Galleria d'immagini

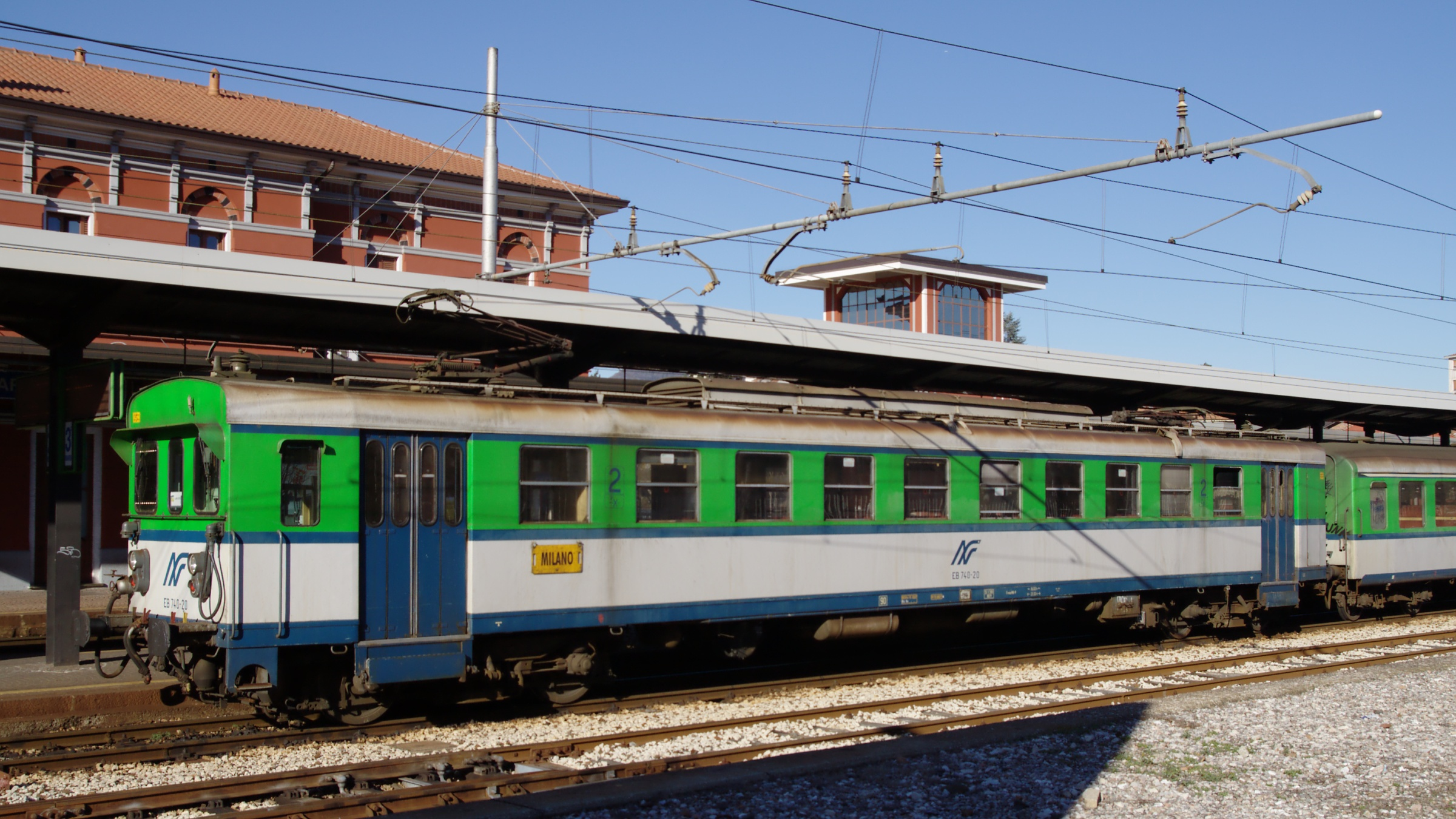
Automotrice E.740-20 in livrea regionale bianco-verde-blu, in sosta a Varese Nord nel 2008
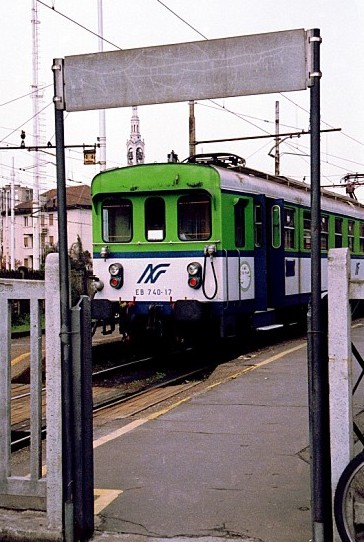
La E.740-17 in sosta nella vecchia stazione di Novara Nord